# Action Beat
Action Beat es un grupo de noise rock formado en Bletchley, Milton Keynes en Inglaterra. Han sacado cuatro discos.

## Discografía
- 1977-2007: Thirty Years of Hurt, Then Us Cunts Exploded (Fortissimo Records, 2007)
- The Noise Band from Bletchley (Truth Cult/Southern Records, 2009)
- Unbelievable Fuck-Ups (Urquinaona Records, 2010)
- Beatings (Truth Cult/Southern Records, 2010)
- The Condition (Truth Cult / Southern Records, 2013)

### Peter James Taylor
- Mate (Fortissimo Records, 2010)